# عميقة (حبيش)

تعديل مصدري - تعديل

عميقة هي إحدى قرى عزلة قحزة بمديرية حبيش التابعة لمحافظة إب، بلغ تعداد سكانها 503 نسمة حسب تعداد اليمن لعام 2004.